# Mistelbach (Adelsgeschlecht)

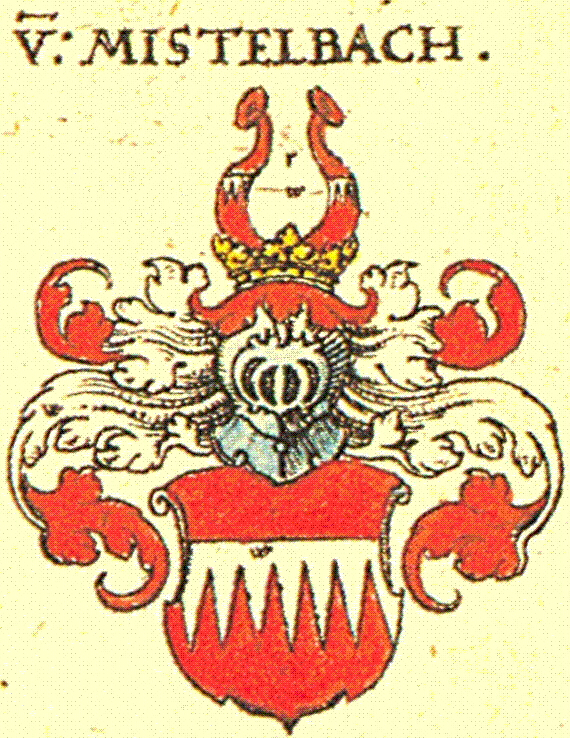
Wappen der Familie von Mistelbach nach Siebmachers Wappenbuch

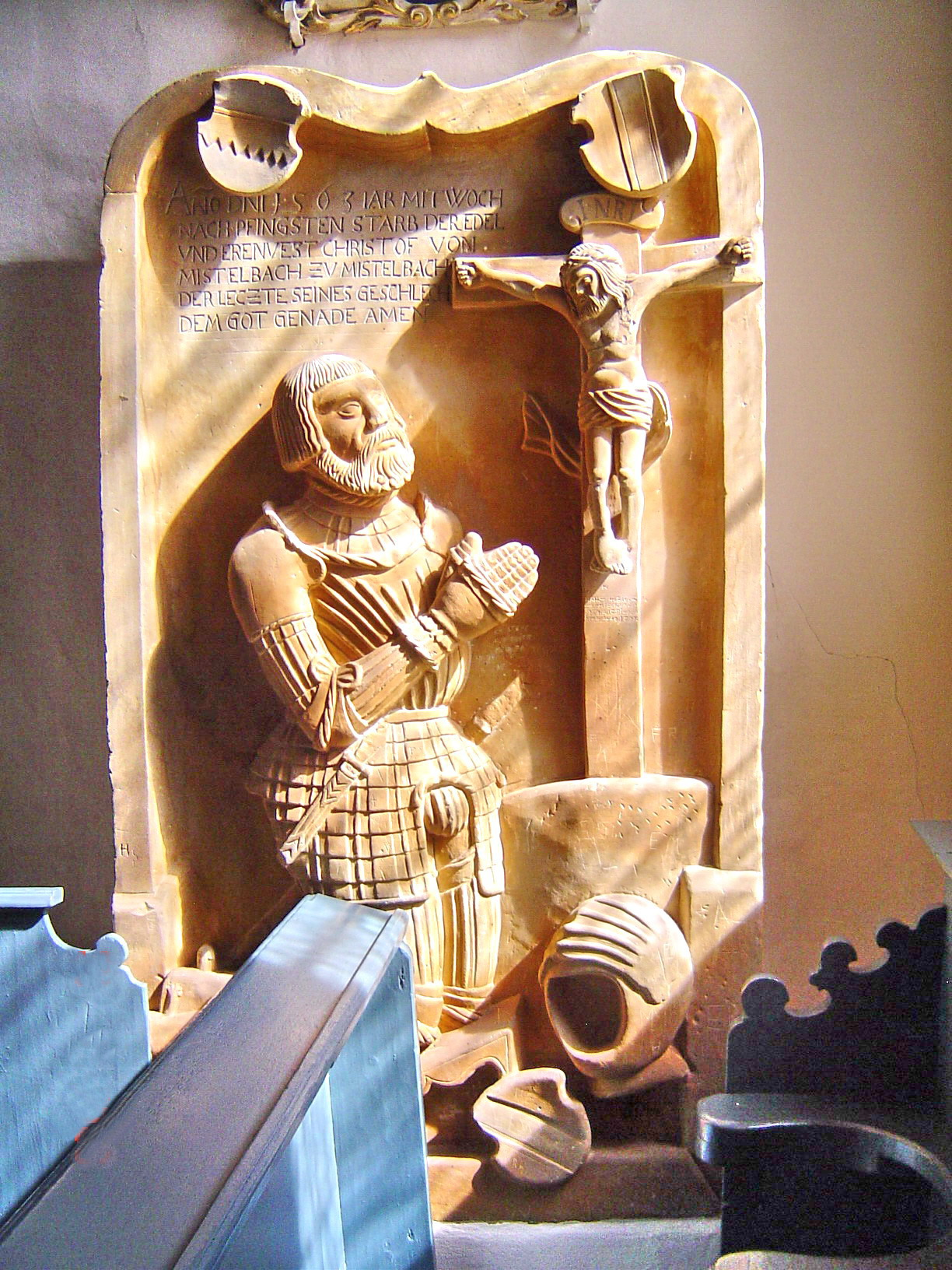
Epitaph des letzten Mistelbacher Ritters Christoph (gestorben 1563) in der St.-Bartholomäus-Kirche

Die Familie von Mistelbach war ein altes fränkisches Adelsgeschlecht.

## Geschichte
Die Familie von Mistelbach ist in der Zeit von 1321 bis 1563 als lokales Adelsgeschlecht mit umfangreichem Besitz um Mistelbach bekannt. Es ist 1563 in der männlichen Linie ausgestorben, der Grabstein des letzten Ritters von Mistelbach befindet sich in der Kirche in Mistelbach. Er zeigt den Ritter in seiner Rüstung vor einem Kreuz kniend und die Hände zum Gebet erhoben.
Die Familie von Mistelbach zählte zur Reichsritterschaft und war unter anderem mit dem Geschlecht der von Sparneck verwandt.
Ob ein Zusammenhang mit dem Bamberger Bischof Otto von Bamberg  (* 1060 oder 1061; † 30. Juni 1139) besteht, auch „Otto von Mistelbach“ genannt, ist noch zu klären (siehe dazu auch Hochstift Bamberg und Burg Gaillenreuth).

## Wappen
Das Wappen ist ein goldener, unten tief eingezahnter Balken auf rotem Grund. Das Gemeindewappen von Mistelbach erinnert an das Adelsgeschlecht.

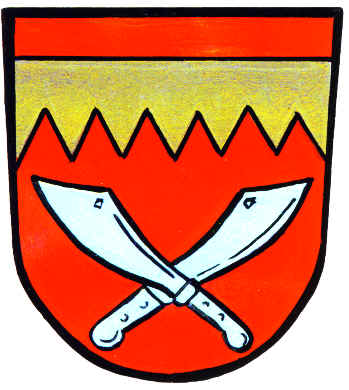
Gemeindewappen von Mistelbach

## Familienmitglieder
- Sebastian von Mistelbach († 1519), deutscher Ritter, Rittergutsbesitzer und kursächsischer Hofbeamter
- Christoph von Mistelbach († 1563), deutscher Ritter, letzter männlicher Nachkomme der Familie